# Скрябіно (Параньгинський район)
Скря́біно (рос. Скрябино, марій. Скревын) — присілок у складі Параньгинського району Марій Ел, Росія. Входить до складу Русько-Ляжмаринського сільського поселення.

## Населення
Населення — 20 осіб (2010; 23 у 2002).
Національний склад (станом на 2002 рік):
- марі — 61 %
- росіяни — 39 %